# اريك لوكس
اريك لوكس (بالفرنسية: Éric Lux)‏‏ (19 ديسمبر 1967 في إيش سوغ ألزيت - ) رائد أعمال من لوكسمبورغ.